# Серњана (Бреша)
Серњана је насеље у Италији у округу Бреша, региону Ломбардија.
Према процени из 2011. у насељу је живело 138 становника. Насеље се налази на надморској висини од 291 м.